# Мохамед Діаме
Мохамед Діаме (фр. Mohamed Diamé, нар. 14 червня 1987, Кретей) — сенегальський футболіст, півзахисник національної збірної Сенегалу.

## Клубна кар'єра
Народився 14 червня 1987 року в місті Кретей.
Вихованець футбольної школи «Ланса». Дорослу футбольну кар'єру розпочав 2006 року в основній команді того ж клубу, проте не пробився до основного складу і 2007 року перейшов в іспанський «Лінарес».
Згодом грав у складі «Райо Вальєкано». Під час виступу Діаме за «Райо» ним цікавилися найбільші клуби Іспанії — «Реал Мадрид» і «Барселона», а також лондонський «Арсенал».
Своєю грою привернув увагу представників тренерського штабу клубу «Віган Атлетік», до складу якого приєднався в серпні 2009 року. Відіграв за клуб з Вігана наступні три сезони своєї ігрової кар'єри. Більшість часу, проведеного у складі «Віган Атлетік», був основним гравцем команди.
До складу клубу «Вест Гем Юнайтед» приєднався 20 червня 2012 року, підписавши трирічний контракт.
У вересні 2014 року підписав трирічний контракт з клубом англійської Прем'єр-ліги «Галл Сіті». За підсумками першого ж сезону клуб покинув елітний дивізіон, проте у наступному році гол Діаме у фіналі плей-оф за право виходу в Прем'єр-лігу проти «Шеффілд Венсдей» виявився єдиним і допоміг «тиграм» назад підвищитись у класі. Проте Мохамед залишився виступати у Чемпіоншипі, оскільки 3 серпня 2016 року став гравцем «Ньюкасл Юнайтед», підписавши контракт на три роки.

## Виступи за збірні
2012 року захищав кольори олімпійської збірної Сенегалу на Олімпійських іграх 2012 року у Лондоні.
26 березня 2011 року дебютував в офіційних матчах у складі національної збірної Сенегалу в грі проти збірної Камеруну.
У складі збірної був учасником Кубку африканських націй 2012 року у Габоні та Екваторіальній Гвінеї, а також аналогічного турніру 2017 року у Габоні.
Наразі провів у формі головної команди країни 35 матчів.
| Дата       | Місто          | Господарі            | Результат | Гості       | Турнір                                   | Голи | Примітки |
| ---------- | -------------- | -------------------- | --------- | ----------- | ---------------------------------------- | ---- | -------- |
| 26/03/2011 | Дакар          | Сенегал              | 1 – 0     | Камерун     | Відбір до Кубка африканських націй 2012  | -    |          |
| 04/06/2011 | Гаруа          | Камерун              | 0 – 0     | Сенегал     | Відбір до Кубка африканських націй 2012  | -    |          |
| 10/08/2011 | Дакар          | Сенегал              | 0 – 2     | Марокко     | товариський матч                         | -    |          |
| 03/09/2011 | Дакар          | Сенегал              | 2 – 0     | ДР Конго    | Відбір до Кубка африканських націй 2012  | -    |          |
| 09/10/2011 | Кюрпіп         | Маврикій             | 0 – 2     | Сенегал     | Відбір до Кубка африканських націй 2012  | -    |          |
| 12/01/2012 | Дакар          | Сенегал              | 1 – 0     | Судан       | товариський матч                         | -    |          |
| 15/01/2012 | Дакар          | Сенегал              | 1 – 0     | Кенія       | товариський матч                         | -    |          |
| 21/01/2012 | Бата           | Сенегал              | 1 – 2     | Замбія      | Кубок африканських націй 2012 - 1-й етап | -    |          |
| 25/01/2012 | Бата           | Екваторіальна Гвінея | 2 – 1     | Сенегал     | Кубок африканських націй 2012 - 1-й етап | -    |          |
| 29/01/2012 | Бата           | Лівія                | 2 – 1     | Сенегал     | Кубок африканських націй 2012 - 1-й етап | -    |          |
| 29/02/2012 | Дурбан         | ПАР                  | 0 – 0     | Сенегал     | товариський матч                         | -    |          |
| 25/05/2012 | Марракеш       | Марокко              | 0 – 1     | Сенегал     | товариський матч                         | -    |          |
| 02/06/2012 | Дакар          | Сенегал              | 3 – 1     | Ліберія     | Відбір до ЧС 2014                        | -    |          |
| 08/09/2012 | Абіджан        | Кот-д'Івуар          | 4 – 2     | Сенегал     | Відбір до Кубка африканських націй 2013  | -    |          |
| 13/10/2012 | Дакар          | Сенегал              | 0 – 2     | Кот-д'Івуар | Відбір до Кубка африканських націй 2013  | -    |          |
| 14/11/2012 | Ніамей         | Нігер                | 1 – 1     | Сенегал     | товариський матч                         | -    |          |
| 05/02/2013 | Сен-Ле-ла-Форе | Сенегал              | 1 – 1     | Гвінея      | товариський матч                         | -    |          |
| 23/03/2013 | Конакрі        | Сенегал              | 1 – 1     | Ангола      | Відбір до ЧС 2014                        | -    |          |
| 07/06/2013 | Луанда         | Ангола               | 1 – 1     | Сенегал     | Відбір до ЧС 2014                        | -    |          |
| 16/06/2013 | Монровія       | Ліберія              | 0 – 2     | Сенегал     | Відбір до ЧС 2014                        | -    |          |
| 14/08/2013 | Сен-Ле-ла-Форе | Замбія               | 1 – 1     | Сенегал     | товариський матч                         | -    |          |
| 07/09/2013 | Марракеш       | Сенегал              | 1 – 0     | Уганда      | Відбір до ЧС 2014                        | -    |          |
| 12/10/2013 | Абіджан        | Кот-д'Івуар          | 3 – 1     | Сенегал     | Відбір до ЧС 2014                        | -    |          |
| 05/03/2014 | Сен-Ле-ла-Форе | Сенегал              | 1 – 1     | Малі        | товариський матч                         | -    |          |
| 21/05/2014 | Уагадугу       | Буркіна-Фасо         | 1 – 1     | Сенегал     | товариський матч                         | -    |          |
| 05/09/2014 | Дакар          | Сенегал              | 2 – 0     | Єгипет      | Відбір до Кубка африканських націй 2015  | -    |          |
| 10/10/2014 | Дакар          | Сенегал              | 0 – 0     | Туніс       | Відбір до Кубка африканських націй 2015  | -    |          |
| 15/10/2014 | Монастір       | Туніс                | 1 – 0     | Сенегал     | Відбір до Кубка африканських націй 2015  | -    |          |
| 13/10/2015 | Алжир          | Алжир                | 1 – 0     | Сенегал     | товариський матч                         | -    |          |
| Усього     |                | Матчів               | 29        |             | Голів                                    | 0    |          |